# Caroline Abras
Caroline Abras (São Paulo, 11 de agosto de 1987), também conhecida como Carol Abras, é uma atriz brasileira. Ganhou o prêmio de melhor atriz do Festival do Rio por sua atuação em Se Nada Mais Der Certo. Em 2019, a atriz interpretou a policial Verena Cardoni na série O Mecanismo, da Netflix. Em 2022 protagonizou a série Vale dos Esquecidos na Prime Video.
Ganhou por duas vezes o prêmio de melhor atriz de curta-metragem no Festival de Gramado. Em 2025 estreiou “Homem com H” cinebiografia de Ney Matogrosso e “Raul Seixas: Eu Sou” série para a Globoplay como Glória Vaquer.

## Biografia
Aos 12 anos, Carol decidiu ser atriz e passou a frequentar um teatro de bairro próximo de sua casa no bairro do Bela Vista. Aos dezessete anos, fez o seu primeiro curta-metragem.
Em 2012 fez sucesso no grande êxito das 21 horas, Avenida Brasil, onde viveu Begônia, uma garota argentina irmã da protagonista Nina (Débora Falabella), que teve problemas com as drogas.
Em 2015, a atriz foi uma das protagonistas de Felizes para Sempre? interpretando Susana dirigida por Fernando Meirelles. No mesmo ano, interpretou Ximena na novela I Love Paraisópolis.

## Filmografia

### Televisão
| Ano  | Título                            | Papel                       | Nota                                                |
| ---- | --------------------------------- | --------------------------- | --------------------------------------------------- |
| 2005 | Malhação                          | Anita                       | Participação                                        |
| 2009 | Tudo o que É Sólido Pode Derreter | Laura                       | Episódio: "Ismália"                                 |
| 2009 | Paraíso                           | Jacira                      |                                                     |
| 2010 | Tempos Modernos                   | Catarina Alves (Katrina)    |                                                     |
| 2011 | Morde & Assopra                   | Tânia Cortês Medeiros       |                                                     |
| 2012 | Avenida Brasil                    | Begônia Sauer García        |                                                     |
| 2013 | A Grande Família                  | Thaís                       | Episódio: "Como Não Ser Solteiro no Rio de Janeiro" |
| 2015 | Felizes para Sempre?              | Susana Drummond             |                                                     |
| 2015 | I Love Paraisópolis               | Ximena Rodríguez de Freitas |                                                     |
| 2018 | O Mecanismo                       | Verena Cardoni              |                                                     |
| 2022 | El presidente                     | Lena Dassler                | Temporada 2                                         |
| 2022 | Vale dos Esquecidos               | Ana                         |                                                     |
| 2025 | Raul Seixas: Eu Sou               | Gloria Vaquer               |                                                     |

### Cinema
| Ano  | Título                       | Papel         | Nota           |
| ---- | ---------------------------- | ------------- | -------------- |
| 2006 | Estranho jeito de amar       | Patrícia      |                |
| 2006 | Alguma Coisa Assim           | Mari          | Curta-metragem |
| 2007 | Perto de Qualquer Lugar      | Gabi          | Curta-metragem |
| 2008 | Bellini e o Demônio          | Sílvia        |                |
| 2009 | Se Nada Mais Der Certo       | Marcin        |                |
| 2010 | Estação                      | Inês          | Curta-metragem |
| 2011 | Tela                         | Participação  | Curta-metragem |
| 2012 | Augustas                     | Kátia         |                |
| 2014 | Sete Anos Depois             | Mari          | Curta-metragem |
| 2015 | Sangue Azul                  | Raquel        |                |
| 2016 | Entre Idas e Vindas          | Cillie        |                |
| 2017 | Gabriel e a Montanha         | Cristina Reis |                |
| 2018 | Alguma Coisa Assim - O Filme | Mari          |                |
| 2021 | Rodantes                     | Tatiane       |                |
| 2025 | Homem com H                  | Iara Neiva    |                |
| 2025 | Sol na Cabeça                | Flora         |                |
| 2025 | Viver de Vento               | Renata        |                |

### Internet
| Ano  | Titulo | Papel    | Canal            | Nota       |
| ---- | ------ | -------- | ---------------- | ---------- |
| 2014 | Viral  | Fernanda | Porta dos Fundos | minissérie |

## Teatro
| Ano  | Titulo | Papel     | Direção        |
| ---- | ------ | --------- | -------------- |
| 2010 | Babel  | Boccuccia | Alvise Camozzi |

## Prêmios e indicações
| Ano  | Prêmio                                        | Categoria                                      | Trabalho indicado       | Resultado | Ref.   |
| ---- | --------------------------------------------- | ---------------------------------------------- | ----------------------- | --------- | ------ |
| 2006 | Festival de Cinema de Gramado                 | Melhor atriz de curta-metragem                 | Alguma Coisa Assim      | Venceu    | [ 25 ] |
| 2007 | 11º Festival Audiovisual Mercosul             | Melhor atriz de curta-metragem                 | Alguma Coisa Assim      | Venceu    | [ 26 ] |
| 2007 | Festival de Cinema de Gramado                 | Melhor atriz de curta-metragem                 | Perto de qualquer lugar | Venceu    | [ 25 ] |
| 2008 | Festival do Rio de Cinema                     | Melhor Atriz                                   | Se Nada Mais Der Certo  | Venceu    | [ 1 ]  |
| 2009 | Prêmio Guarani de Cinema Brasileiro           | Revelação                                      | Se Nada Mais Der Certo  | Venceu    | [ 27 ] |
| 2009 | Los Angeles Brazilian Film Festival           | Melhor Atriz                                   | Se Nada Mais Der Certo  | Venceu    | [ 28 ] |
| 2009 | Brazilian Film Festival of Toronto            | Melhor Atriz                                   | Se Nada Mais Der Certo  | Venceu    | [ 29 ] |
| 2009 | Paris Brazilian Film Festival                 | Melhor Atriz                                   | Se Nada Mais Der Certo  | Venceu    | [ 30 ] |
| 2010 | Prêmio ACIE de Cinema                         | Melhor Atriz                                   | Se Nada Mais Der Certo  | Indicado  |        |
| 2010 | Prêmio Contigo! de Cinema Nacional            | Melhor Atriz                                   | Se Nada Mais Der Certo  | Indicado  | [ 31 ] |
| 2015 | Prêmio Quem                                   | Melhor Atriz de Cinema                         | Sangue Azul             | Indicada  |        |
| 2017 | Festival Mix Brasil de Cultura da Diversidade | Melhor Interpretação                           | Alguma Coisa Assim      | Venceu    |        |
| 2018 | Grande Prêmio do Cinema Brasileiro            | Melhor Atriz                                   | Gabriel e a Montanha    | Indicado  | [ 34 ] |
| 2018 | Prêmio Guarani de Cinema Brasileiro           | Melhor Atriz Coadjuvante                       | Gabriel e a Montanha    | Indicado  |        |
| 2022 | Festival Sesc Melhores Filmes                 | Melhor Atriz Nacional                          | Rodantes                | Indicada  |        |
| 2023 | Premios Produ                                 | Melhor Atriz Principal - Série Terror/Thriller | Vale dos Esquecidos     | Pendente  |        |